# The Wrong Place
The Wrong Place (englisch für Der falsche Ort) ist ein englischsprachiger Popsong, der von Alex Callier und Charlotte Foret geschrieben wurde. Mit dem Titel hat die belgische Gruppe Hooverphonic Belgien beim Eurovision Song Contest 2021 in Rotterdam vertreten.

## Hintergrund und Produktion
Bereits im März 2020 kündigte die Vlaamse Radio- en Televisieomroeporganisatie an, dass Hooverphonic Belgien beim Eurovision Song Contest 2021 vertreten werden, nachdem die Ausgabe 2020 aufgrund der COVID-19-Pandemie abgesagt werden musste. Im November wurde bekannt, dass Geike Arnaert wieder als Leadsängerin dienen werde. Bei dem Vorjahrestitel Release Me war noch Luka Cruysberghs Teil der Gruppe.
Alex Callier schrieb mit Charlotte Foret Musik und Text, während Callier die Produktion selbst leitete, sowie für die Abmischung zuständig war. Das Mastering erfolgte durch Frederik Dejongh. Der Titel sei nicht speziell für den Wettbewerb geschrieben worden.

## Musik und Text
Laut Callier handle das Lied von einem One-Night-Stand, welcher schiefgelaufen sei. Der Titel sei typisch für Hooverphonic, da er als Soundtrack zu einem nicht-existierenden Film dienen könne. Während des Prozesses des Songschreibens habe man einen Titel von Johnny Cash im Radio gehört und sich zum Ziel gesetzt, eine Zeile mit Bezug auf ihn in das Lied einzubauen („Don’t you ever dare to wear my Johnny Cash T-shirt’“, deutsch „Wage es nicht, mein Johnny-Cash-T-Shirt zu tragen“). Man habe den Rest des Titels um diese Zeile „herum gebaut“. Weiterhin habe man sich beim Schreiben des Textes unter anderem durch Lee Hazlewood inspiriert.

## Beim Eurovision Song Contest
Die Europäische Rundfunkunion kündigte am 17. November 2020 an, dass die für den 2020 abgesagten Eurovision Song Contest ausgeloste Startreihenfolge beibehalten werde. Belgien trat somit im ersten Halbfinale in der zweiten Hälfte am 18. Mai 2021 an. Am 30. März gab der Ausrichter bekannt, dass Belgien Startnummer 11 erhalten hat. Das Land konnte sich im Halbfinale für das am 22. Mai stattfindende Finale qualifizieren.
Im Finale erreichte das Lied den 19. Platz. Von der Jury erhielt es 71 Punkte und war damit auf Platz 13, durch das Televoting bekam es aber nur 3 Punkte hinzu und war damit bei den Zuschauern lediglich auf dem 21. Platz.

## Rezeption
Das Nieuwsblad meint, dass The Wrong Place dunkel und filmisch sei. Allerdings sieht man einen möglichen Erfolg beim Eurovision Song Contest kritisch. Zwar beginne der Titel vielversprechend und mysteriös, jedoch breche das Lied nie wirklich auf. Es stelle sich die Frage, ob der Wettbewerb der falsche Ort für die Gruppe sei.
Der deutsche Blog ESC Kompakt schrieb, dass der Anfang des Titels viel verspreche, jedoch nicht bis zum Ende mithalten könne. Andererseits kreiere der Song durch seine einförmige Struktur eine „soghafte, fast mystische Atmosphäre“.

## Veröffentlichung und Musikvideo
Der Titel wurde das erste Mal am 4. März im Radioprogramm von MNM gespielt. Zeitgleich wurde das Musikvideo zum Song veröffentlicht. Der Clip sei laut der Band genauso, wie man es von Hooverphonic erwarten würde und beschrieb ihn als theatralisch, dunkel, humorvoll und ein wenig absurd, sowie der Tatsache, dass am Ende etwas Gruseliges passiere.

## Chartplatzierungen
| ChartsChartplatzierungen | Höchstplatzierung | Wochen |
| ------------------------ | ----------------- | ------ |
| Flandern (Ultratop)      | 1 (15 Wo.)        | 15     |
| Wallonie (Ultratop)      | 27 (5 Wo.)        | 5      |